# Náměšť nad Oslavou
Náměšť nad Oslavou (do roku 1900 jenom Náměšť; moravsky Náměšč; německy Namiest, Namiest an der Oslawa) je město na Moravě v okrese Třebíč v Kraji Vysočina, 20 km východně od Třebíče na řece Oslavě. Nadmořská výška města je 365 metrů nad mořem. Město je obcí s rozšířenou působností. Žije zde přibližně 4 800 obyvatel. Historické jádro je městskou památkovou zónou.
Sousedními obcemi sídla jsou Ocmanice, Vícenice u Náměště nad Oslavou, Březník, Hluboké, Kralice nad Oslavou, Jinošov, Pucov, Naloučany a Sedlec.

## Geografie
Ze západu na východ přes území obce prochází silnice I/23 z Vladislavi do Kralic nad Oslavou, z této silnice vychází severně silnice II/399 do Jinošova a silnice do Ocmanic, jižně pak na východním okraji území obce pak také silnice k Velkopolskému dvoru a do Březníka. Ze silnice II/399 vychází západně silnice do Jedova a Naloučan, východně pak do Otradic, za Otradicemi zaúsťuje do silnice II/392, která také vede přes území obce. Přes Vícenice u Náměště nad Oslavou prochází silnice, která vede do části města Zňátky, které se nachází jižně od zastavěné jádrové části města. Z Jedova pak vychází severně a severozápadně účelová silnice, ta se pak spojuje se silnicí II/399. Účelová silnice prochází i údolím Pucovského potoka. Ze západu na východ přes území města vede železniční trať Brno-Jihlava, na jižním okraji území obce se nachází důležitá železniční stanice Náměšť nad Oslavou. Z Naloučan směrem na západ vede Mlynářská cyklostezka a cyklostezka 5109, ta pak u Sokolovny končí, dále údolím Oslavy a následně do kopce k Velkopolskému dvoru pokračuje jen Mlynářská cyklostezka. U Sokolovny se však k Mlynářské cyklostezce připojuje cyklostezka 5106 vedoucí ze západu, po stejné trase přichází i cyklostezka 5108, která však u Sokolovny končí. Přes centrum města prochází zelená, žlutá a červená turistická trasa, zelená vede z Naloučan do Zňátek, červená vede primárně údolím Oslavy, žlutá vede z Náměstí Míru k Zámku Náměšť nad Oslavou a dále k Jinošovu. V severovýchodní výspě území prochází přes území obce část naučné stezky Jinošovské studánky. V Náměšťské oboře nebo jižně od města u Zňátek se nachází mnoho stezek a cest v lesích. Několik kilometrů jižně od města se nachází vojenské letiště Náměšť nad Oslavou.
Části města jsou využívány zemědělsky, ale relativně velká část obce je zalesněna a chráněna. Severně od zastavěného území města jsou pole využívány zemědělsky, posléze jsou využívány zemědělsky oblasti v nivě řeky Oslavy, zemědělsky jsou využívány také oblasti okolo části města Jedova, zvláště severně od něj až k okraji území obce. Severozápadní oblast území obce kolem části města Otradic je také využívána zemědělsky, část území jižně od zastavěného území města od železniční trati do kopce je také využívána zemědělsky, dále pak jsou využity zemědělsky jižní části u části města Zňátek. Zalesněné je údolí Pucovského potoka na západním okraji území obce, dále také hlavně severní svah údolí Oslavy a údolí Otradického potoka severně od zastavěného území města. Zalesněná je i část okolo náměšťského zámku a území přilehlé přírodní památky Náměšťská obora. Zalesněná je i oblast severovýchodní výspy území obce u Jinošovského potoka. Zalesněné je i údolí Okareckého potoka jižně od zastavěného území města a údolí Oslavy jižně od zastavěného území města, tam je pak zalesněná i NPR Divoká Oslava a PR Údolí Oslavy a Chvojnice a přilehlé lesní porosty. Na jižním okraji zastavěného území města se nachází průmyslová oblast, na západním okraji u rybníka Rathan se také nachází menší průmyslový areál. V údolí Oslavy se nachází průmyslový areál a několik sportovišť. 
Ze severozápadu na jihovýchod území protéká přes území obce řeka Oslava, ta tvoří velkou část východní hranice území obce a tvoří i přirozenou hranici zastavěné části území města. Severozápadní a západní hranici území obce tvoří Pucovský potok, ten spolu s hranicí údolí tvoří hranici a pak teče podél Oslavy a u Jedovského mlýna ústí do Oslavy, do Pucovského potoka se pak vlévá malý potok Hranečník, který tvoří část severní hranice obce. Do Pucovského potoka pak v údolí Oslavy ústí i nepojmenovaný potok, který protéká Jedovem. Na severním okraji území obce pramení Otradický potok, ten pak teče údolím jihozápadně a u Jedovského mlýna ústí do Pucovského potoka. Část hranice u severovýchodní výspy území je tvořena Jinošovským potokem, do něj pak ústí Rakovec, který pramení z Hraběcí studánky nedaleko hranice území obce. V náměštské oboře pramení několik nepojmenovaných potoků, které tvoří soustavu rybníčků a následně se u kamenného mostu stékají do Oslavy. Nedaleko od Velkopolského dvora pramení Velkopolský potok, který ústí do Oslavy. Jižně od Zňátek pramení Zňátecký potok, ten pak teče jižně od Zňátek a protéká přes PR Údolí Oslavy a Chvojnice a tam ústí do Oslavy. Část jižní hranice území obce tvoří potok Hučák, na jeho toku se nachází vodopády na Sedleckém potoce a tzv. Čertův most. Ve Zňátkách pramení nepojmenovaný potok, vytéká z obecního rybníka následně se po pár stovkách metrů vlévá do Oslavy. Část jižní hranice území obce je tvořena také Okareckým potokem, na jeho toku se nachází Vícenický žleb a těsně pod jeho hrází Okarecký potok ústí do Oslavy. Nedaleko Plackého dvora západně od území obce pramení nepojmenovaný potok a na jeho toku se nachází při silnici I/23 rybník Rathan, vody potoka jsou pak svedeny do podzemí a následně severně od nové výstavby vytéká u nových rybníků na povrch a po pár stovkách metrů se u lávky vlévá do Oslavy.
Území obce je velmi členité, jeho nadmořská výška se pohybuje od 325 metrů nad mořem v údolí Oslavy na jižním okraji území obce až po téměř 500 metrů nad mořem u Otradic. Severní část území obce je položena ve vyšší nadmořské výšce, jižní pak níže. Údolí potoků a řek dosahují nadmořských výšek kolem 350 metrů, plošiny nad údolími 400–500 metrů nad mořem. Severní svah údolí Oslavy je prudký a dosahuje výšky cca 50 metrů, nad ním se nachází stavba zámku. Nejvyšším kopcem je nepojmenovaný kopec s kótou 490 metrů západně od Otradic, jižně od Zňátek se nachází kopec Kleštěnce (422 m). 
Zastavěné území města se nachází na západním okraji území města, ale zhruba uprostřed území ze severu na jih. Severně od zastavěného území města se nachází místní část Jedov, severovýchodně pak místní část Otradice a jižně Zňátky. Severně od zastavěného území města se u křižovatky silnic nachází Jedovský mlýn, severně od centra zastavěného území města se nachází oblast zámku Náměšť a bývalého statku. Na východním okraji severovýchodní výspy území obce se nachází kompresní stanice Kralice nad Oslavou. Nad údolím Oslavy se nachází pozůstatky hradu Zňátky, u západní hranice území obce na cestě ze Sedlce se nachází hájenka, jižně od Zňátek pak u cesty a malého rybníka ČOV. U Vícenického žlebu se nachází chatová oblast. 
Na území obce se nachází přírodní památka Náměšťská obora, přírodní rezervace Údolí Oslavy a Chvojnice a národní přírodní rezervace Divoká Oslava. Na jižním okraji se nachází Čertův most a vodopád na Sedleckém potoce a Smrky u Vlasákovy hájenky. Jižně od zastavěného území města se nachází bývalá štola. U zámku se nachází Žižkův dub.

## Název
Původní podoba jména byla Námesť (v mužském rodě) a byla odvozena od osobního jména Námest (v jehož druhé části je základ slovesa mstíti (sě)). Význam místního jména byl "Námestův majetek". (Obdobným způsobem bylo utvořeno jméno slovenského Námestova.) Nejstarší písemný doklad ze 13. století má ještě ve druhé slabice -me- (stejně jako u jména Náměště na Hané), od 14. století se však používala hlásková podoba -mě- vzniklá přikloněním ke slovu město. Používání mužského nebo ženského rodu u tohoto jména se v lidové mluvě (spisovný je rod ženský) víceméně krylo s užíváním těchto rodů u jména Olomouc (viz tam).

## Historie
První zmínka o Náměšti nad Oslavou pochází z roku 1234, kdy náměšťský hrad patřil do majetku rodu Mezeříčských z Lomnice. Z této doby zřejmě pochází okrouhlá věž v areálu zámku. Kolem roku 1304 měla být Náměšť zničena kumánskými hordami a také obsazena Lipoltem Krajířem z Krajku. V roce 1408 měl být hrad dobyt Lackem z Kravař, páni z Kravař se tak stali jeho majiteli. Byli jimi i za husitských válek a vzhledem k tomu, že byli víry podobojí, tak byla Náměšť drancována Zikmundovými vojsky. Dalším majitelem panství byl Ctibor Tovačovský z Cimburka, významný právník, který vyložil zemské právo v Knize tovačovské, a jenž se za vlády Vladislava I. stal moravským zemským hejtmanem. Roku 1481 se opět mění majitel panství a znovu se jimi stávají pánové Mezeříčtí z Lomnice a Václav z Lomnice zřizuje na zámku tiskárnu, kde byla vytištěna první česká gramatika Beneše Optáta z Telče a Petra Gzely z Prahy.
Po letech vlády pánů z Lomnice získává panství Jan starší ze Žerotína, za jeho vlády byl tehdejší hrad přestavěn na zámek a tiskárnu českých bratří nechal přesunout z Ivančic do Kralic nad Oslavou, kde později byla vytištěna tzv. Bible kralická. Jeho syn Karel po bitvě na Bílé hoře odešel do exilu a v roce 1628 prodal panství Albrechtovi z Valdštejna. Dalším majitelem byl zanedlouho Jan Křtitel z Verdenberka. Ten se zasloužil žádostí o povýšení Náměště na městečko s vlastním městským znakem, Verdenberkové vlastnili panství až do vymření po meči v roce 1733. Náměšť zdědil Václav z Enkenvoirtu a roku 1752 panství prodal Bedřichu Vilémovi z Haugvic.
O sedm let později město vyhořelo a také byl založen Bedřichem Vilémem kapucínský klášter, později byl při klášteru založen i kostel Panny Marie Andělské, v roce 1795 byla v jeho místě zřízena výrobna látek. V této době již vládl náměšťskému panství Jindřich Vilém III. z Haugvic, který zde založil zámeckou kapelu, udržoval kontakt s hudebníky z Vídně, znal se osobně se skladateli jako byli Christoph Willibald Gluck či Antonio Salieri. Jeho syn Karel Vilém (převzal panství v roce 1834) byl zase přítelem Johana Strausse a sám byl také hudebníkem a skladatelem. O několik let později se Náměšť stala sídlem okresního soudu a stala se sídlem soudního okresu (byla součástí politického okresu Třebíč) a v roce 1886 bylo město napojeno na železnici do Zastávky a dále do Brna. V roce 1923 se Náměšť nad Oslavou stala městem.
K 1. lednu 1957 byla provedena změna katastrální hranice mezi městem Náměšť nad Oslavou a sousední obcí Kralice nad Oslavou. K Náměšti nad Oslavou bylo překatastrováno území o rozloze 5,8218 hektarů, na němž se tehdy nacházelo 13 obytných domů, nacházejících se v blízkosti zástavby města Náměšť nad Oslavou. Jedná se o oblast mezi silnicí spojující Kralice a Náměšť a Náměšťskou oborou, která je na státní mapě Náměšť nad Oslavou 2–8, vydané roku 1951, označena jako „Závratě“. V současnosti zde existují části ulic „Habří“ a „U Obory“. Překatastrování provedl KNV v Brně svým usnesením ze dne 14. září 1956.
Roku 2019 bylo oznámeno, že v lokalitě Příhoří bude zasíťováno několik nových parcel pro rodinné domy.
V roce 2020 bylo oznámeno, že měla být rekonstruována ulice Husova, která vede přes Náměšť a také Komenského náměstí, z důvodu úspor po pandemii onemocnění covid-19 byla přestavba Komenského náměstí přesunuta na následující rok, stejně tak se rozhodne i o případném posunu rekonstrukce Husovy ulice. V květnu roku 2020 zatím nebylo rozhodnuto.
Do roku 1849 patřila Náměšť nad Oslavou do náměšťského panství, od roku 1850 patřila do okresu Moravský Krumlov, pak od roku 1868 do okresu Třebíč, mezi lety 1949–1960 do okresu Velká Bíteš a od roku 1960 do okresu Třebíč.

### Vývoj počtu obyvatel
| Rok            | 1869  | 1880  | 1890  | 1900  | 1910  | 1921  | 1930  | 1950  | 1961  | 1970  | 1980  | 1991  | 2001  | 2012  | 2016 |
| -------------- | ----- | ----- | ----- | ----- | ----- | ----- | ----- | ----- | ----- | ----- | ----- | ----- | ----- | ----- | ---- |
| Počet obyvatel | 2 351 | 2 373 | 2 410 | 2 269 | 2 495 | 2 480 | 2 666 | 2 793 | 3 939 | 4 493 | 4 992 | 5 115 | 5 246 | 5 013 | 4909 |

| Rok            | 1869  | 1880  | 1890  | 1900  | 1910  | 1921  | 1930  | 1950  | 1961  | 1970  | 1980  | 1991  | 2001  |
| -------------- | ----- | ----- | ----- | ----- | ----- | ----- | ----- | ----- | ----- | ----- | ----- | ----- | ----- |
| Počet obyvatel | 1 776 | 1 770 | 1 797 | 1 699 | 1 916 | 1 975 | 2 180 | 2 359 | 3 518 | 4 123 | 4 699 | 4 868 | 5 017 |

## Kultura
Ve městě jsou dvě stálé expozice městského muzea, Husův sbor, sv. Jana Křtitele a konají se zde festivaly folkové hudby Folkové prázdniny a například i některé z koncertů Concentu Moraviæ. Dalším muzeem v Náměšti je Řeznické muzeum Jana Pavlíčka. Nedaleko zámeckého areálu se nachází ateliér Pavla Tasovského a Galerie 12. V náměšťském zámku žili hudebně nadaní páni Haugvicové, již byli osobními přáteli s mnohými skladateli, které zvali do Náměště. Sám Bedřich Vilém založil zámeckou kapelu, jejíž členy podroboval velkým zkouškám. Antonio Salieri měl dokonce věnovat majiteli panství skladbu Requiem, tato skladba měla mít v náměšťské zámecké kapli i svoji premiéru, později napsal i Gratulační kantátu či Scherzi armonici. Obě tyto skladby byly také věnovány Haugvicům.
Zámecký kastelán Marek Buš, jenž je také hudebně vzdělaný tak v září roku 2010 uspořádal krátký hudební festival s názvem Salieri v Náměšti, kde byly zahrány různé skladby v prostorách zámku. Uvádí se, že město bylo čistě české (r. 1850), v roce 1900 i téměř čistě katolické (1653 katolíků, 40 židovského vyznání, 4 evangelíci a 2 jiní), v roce 1930 bylo ve městě 2053 katolíků, 29 československé církve, 22 evangelíků, 19 osob židovského vyznání a bez víry celkem 48 osob.
V roce 2023 bylo v Náměšti při příležitosti otevření nového úseku cyklostezky ve městě a oslavách výročí založení města bylo odhaleno 12 kovových soch od Pavla Tasovského.

### Sokolovna
Sokolovna byla postavena v roce 1924, rekonstruována byla v sedmdesátých letech 20. století a v 21. století se dlouhodobě plánovala rekonstrukce.
V roce 2016 došlo k převedení objektu bývalé sokolovny do majetku města, původně objekt patřil organizaci Sokol. Město uvažuje o rekonstrukci objektu, kdy náklady byly vyčísleny na řádově deset milionů Kč. Po 25 letech má sokolovna opět přejít do majetku Sokola a posléze dalších 25 let má sloužit pro sportovní a kulturní využití. V roce 2018 bylo oznámeno, že přestavba sokolovny se prozatím neprovede, protože město nenašlo dodavatele pro přestavbu budovy. Celková cena by měla být asi 60 milionů Kč. V prosinci roku 2020 bylo oznámeno, že stavba nové budovy sokolovny bude zahájena v lednu roku 2020. Celková cena dosáhne 46 milionů Kč. Celkem proběhlo pět výběrových řízení, stavba bude investována pouze městem. Rekonstrukce by měla být dokončena v roce 2022.

## Hospodářství
Město bylo sídlem především zemědělské velkovýroby s nedostatečným průmyslem, v kapucínském klášteře ovšem pracovala přádelna a tkalcovna, později byla přesunuta do mlýna pod zámkem a později i jinde. Dalším velkým výrobcem byla továrna A. Klazara, jež v roce 1948 zaměstnávala 700 zaměstnanců a zabývala se výrobou koberců a vlněných látek. Obcí prochází silnice první třídy I/23.
Ve městě zajišťuje pořádek místo městské policie soukromá společnost. Dříve město mělo založenou obecní policii, ale bylo to příliš nákladné, náklady na spolupráci se soukromou společností dosahují výše 200 tisíc Kč ročně.
Pro rok 2020 město plánuje rozpočet ve výši 190 milionů Kč, z toho je připraveno 80 milionů Kč na investice. Město bude rekonstruovat bytové domy i ulice. V roce 2020 byla uzavřena a následně opravena lávka přes řeku Oslavu.

## Školství
V Náměšti byla obecná škola založena v roce 1848, v roce 1913 byla založena i škola měšťanská, která působila až do roku 1947. V roce 1912 byla založena i živnostenská pokračovací škola, v roce 1898 byla založena i zimní hospodářská škola. V roce 1962 zde byla založena i druhá základní škola na Husově ulici.

## Sport
Ve městě jsou umístěna sportoviště, jedním z týmů, který ve městě působí je TJ Náměšť nad Oslavou.
Ve městě působí i klub rybníkového ledního hokeje Captains Náměšť nad Oslavou, který v roce 2019 získal v Kanadě titul mistrů světa v rybníkovém hokeji. V roce 2022 získal tamtéž titul vicemistra světa.
V roce 2023 byla otevřena velká část cyklostezky vedoucí přes Náměšť nad Oslavou.

## Městská správa

### Části města
- Jedov
- Náměšť nad Oslavou
- Otradice
- Zňátky

Od 1. ledna 1980 do 31. července 1990 k městu patřily i Naloučany a Vícenice u Náměště nad Oslavou.

## Politika

### Volby do místního zastupitelstva
V roce 2022 byl starostou zvolen Jan Kotačka.

### Volby do Poslanecké sněmovny
|       | 2006                  | 2010                  | 2013                  | 2017                  | 2021                  |
| ----- | --------------------- | --------------------- | --------------------- | --------------------- | --------------------- |
| 1.    | ČSSD (40,12 %)        | ČSSD (26,91 %)        | ČSSD (23,04 %)        | ANO (31,92 %)         | ANO (28,43 %)         |
| 2.    | ODS (25,82 %)         | KSČM (16,43 %)        | KSČM (20,99 %)        | SPD (13,03 %)         | SPOLU (21,98 %)       |
| 3.    | KSČM (17,56 %)        | ODS (15,79 %)         | ANO 2011 (16,97 %)    | KSČM (12,28 %)        | Piráti+STAN (12,64 %) |
| účast | 65,96 % (2670 z 4057) | 62,24 % (2532 z 4073) | 62,53 % (2555 z 4086) | 63,54 % (2556 z 4026) | 67,02 % (2651 z 3957) |

### Volby do krajského zastupitelstva
|      | 1.             | 2.                    | 3.                       | účast                 |
| ---- | -------------- | --------------------- | ------------------------ | --------------------- |
| 2000 | KSČM (26,25 %) | SNK (19,01 %)         | 4KOALICE (17,18 %)       | 27,02 % (1086 z 4019) |
| 2004 | ODS (26,28 %)  | KSČM (25,74 %)        | ČSSD (15,93 %)           | 27,32 % (1113 z 4073) |
| 2008 | ČSSD (42,42 %) | KSČM (20,79 %)        | ODS (15,09 %)            | 41,22 % (1678 z 4073) |
| 2012 | KSČM (29,18 %) | ČSSD (28,91 %)        | KDU-ČSL (10,38 %)        | 38,78 % (1580 z 4087) |
| 2016 | ČSSD (19,09 %) | ANO 2011 (18,94 %)    | KSČM (15,33 %)           | 33 % (1336 z 4061)    |
| 2020 | ANO (22,48 %)  | Piráti (12,78 %)      | ODS+STO (10,48 %)        | 35,13 % (1398 z 3985) |
| 2024 | ANO (36,13 %)  | STAN+SNK ED (22,22 %) | ODS+TOP 09+STO (12,18 %) | 32,27 % (1251 z 3905) |

### Prezidentské volby
V prvním kole prezidentských voleb v roce 2013 první místo obsadil Miloš Zeman (896 hlasů), druhé místo obsadil Jiří Dienstbier (420 hlasů) a třetí místo obsadil Karel Schwarzenberg (412 hlasů). Volební účast byla 64,45 %, tj. 2622 ze 4068 oprávněných voličů. V druhém kole prezidentských voleb v roce 2013 první místo obsadil Miloš Zeman (1810 hlasů) a druhé místo obsadil Karel Schwarzenberg (820 hlasů). Volební účast byla 64,91 %, tj. 2645 ze 4075 oprávněných voličů.
V prvním kole prezidentských voleb v roce 2018 první místo obsadil Miloš Zeman (1315 hlasů), druhé místo obsadil Jiří Drahoš (514 hlasů) a třetí místo obsadil Pavel Fischer (248 hlasů). Volební účast byla 64,89 %, tj. 2623 ze 4042 oprávněných voličů. V druhém kole prezidentských voleb v roce 2018 první místo obsadil Miloš Zeman (1779 hlasů) a druhé místo obsadil Jiří Drahoš (1031 hlasů). Volební účast byla 70,87 %, tj. 2813 ze 3969 oprávněných voličů.
V prvním kole prezidentských voleb v roce 2023 první místo obsadil Andrej Babiš (1042 hlasů), druhé místo obsadil Petr Pavel (848 hlasů) a třetí místo obsadila Danuše Nerudová (373 hlasů). Volební účast byla 70,15 %, tj. 2766 ze 3946 oprávněných voličů. V druhém kole prezidentských voleb v roce 2023 první místo obsadil Petr Pavel (1441 hlasů) a druhé místo obsadil Andrej Babiš (1290 hlasů). Volební účast byla 69,93 %, tj. 2751 ze 3934 oprávněných voličů.

## Pamětihodnosti
- Náměšťský zámek – původně gotický hrad, nyní renesanční zámek s expozicí gobelínů. Možnost prohlídek hraběcích ložnic a dětských pokojů.
- Náměšťská obora – chov daňků, kulturní a přírodní památka, evropsky významná lokalita
- Armádní letiště Náměšť nad Oslavou
- Rozhledna Babylon u Kramolína
- Barokní most se sochami Josefa Winterhaldera
- Kostel sv. Jana Křtitele
- Kaple svaté Anny ve Špitálku
- Hrobka Haugwiců
- Husův sbor
- Vicenický žleb
- Masarykovo náměstí
- Rathan – rybník
- Sousoší Nejsvětější Trojice
- Žižkův dub

Nedaleko leží i obec Kralice nad Oslavou s kralickým památníkem.

## Galerie

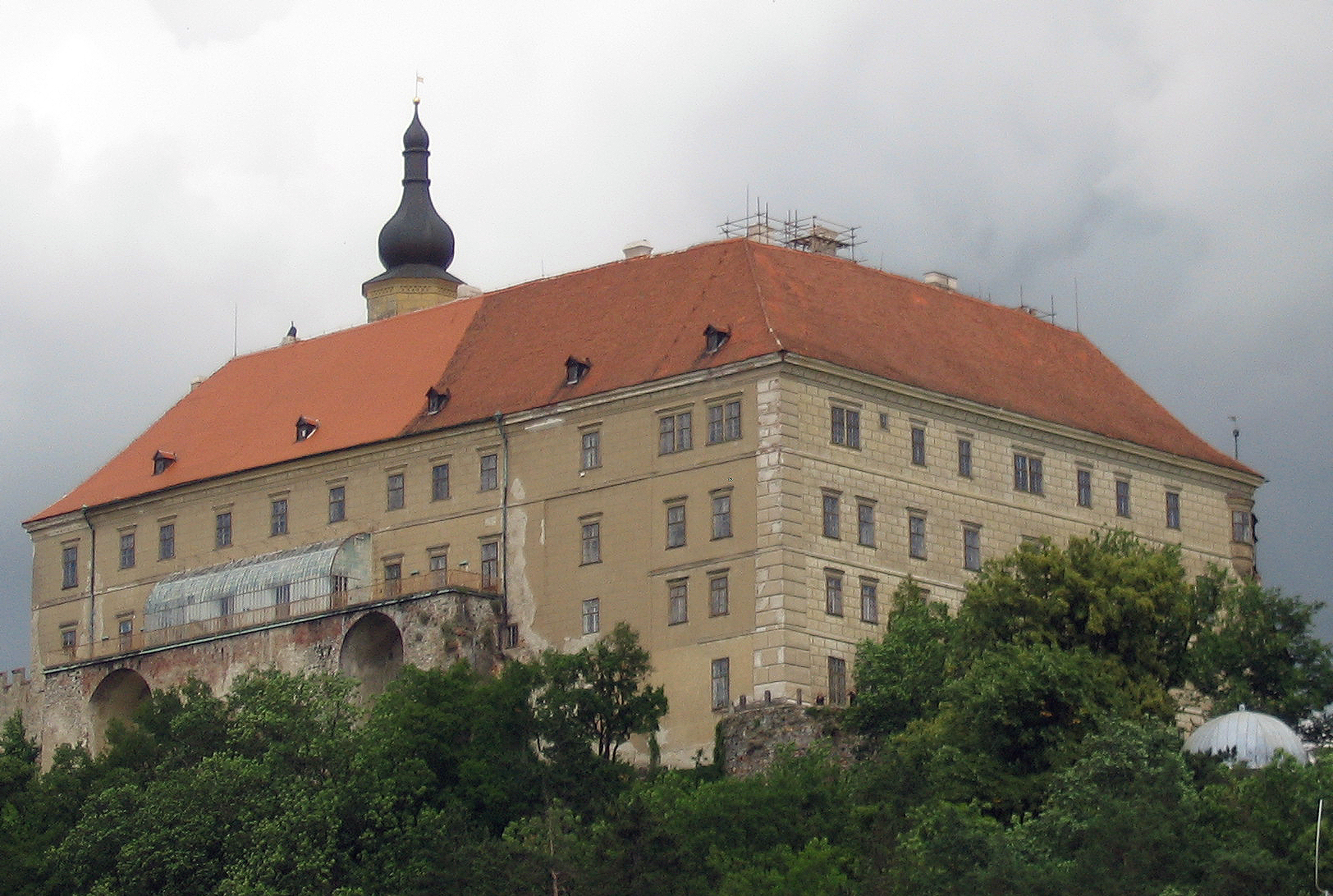
Zámek
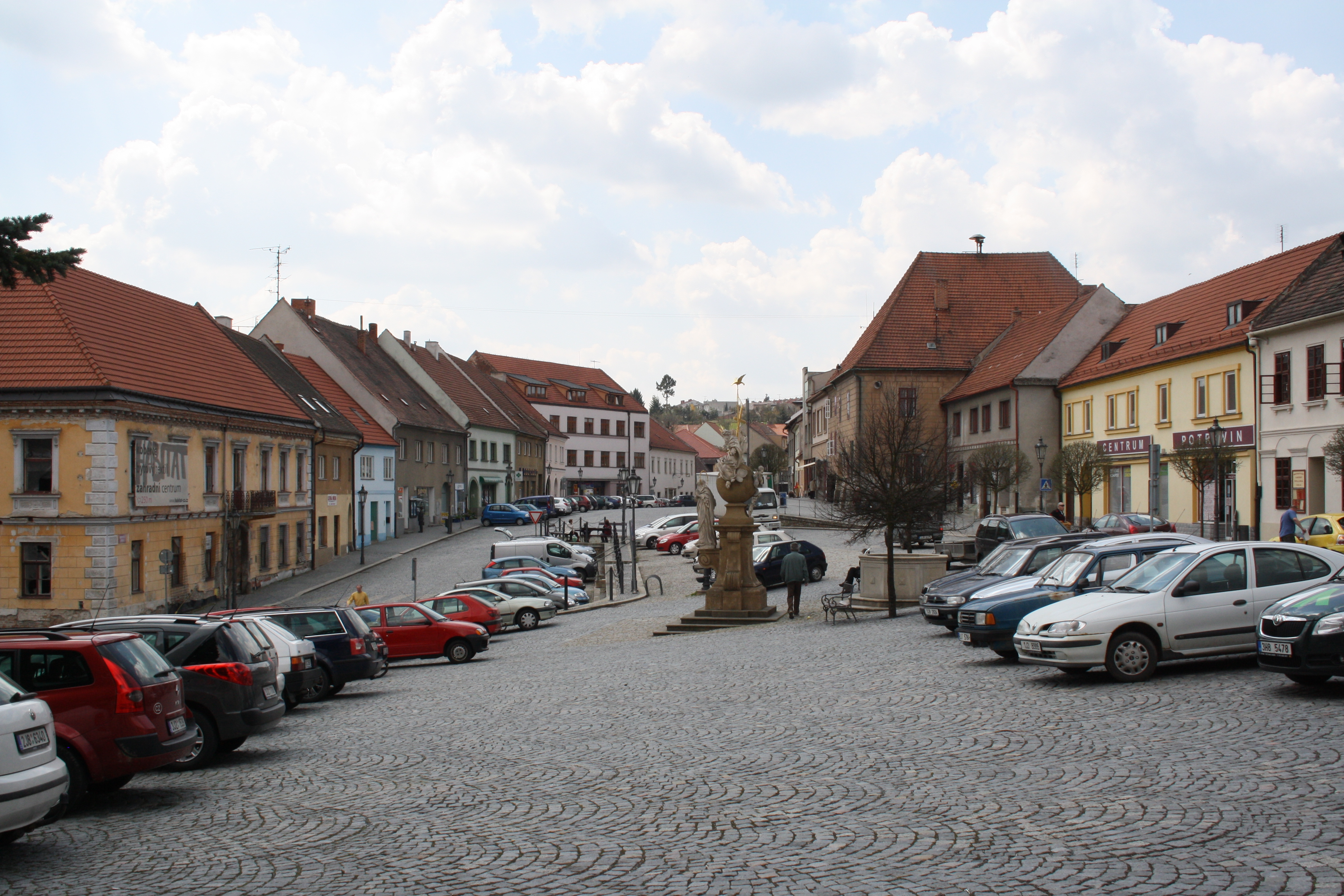
Masarykovo náměstí
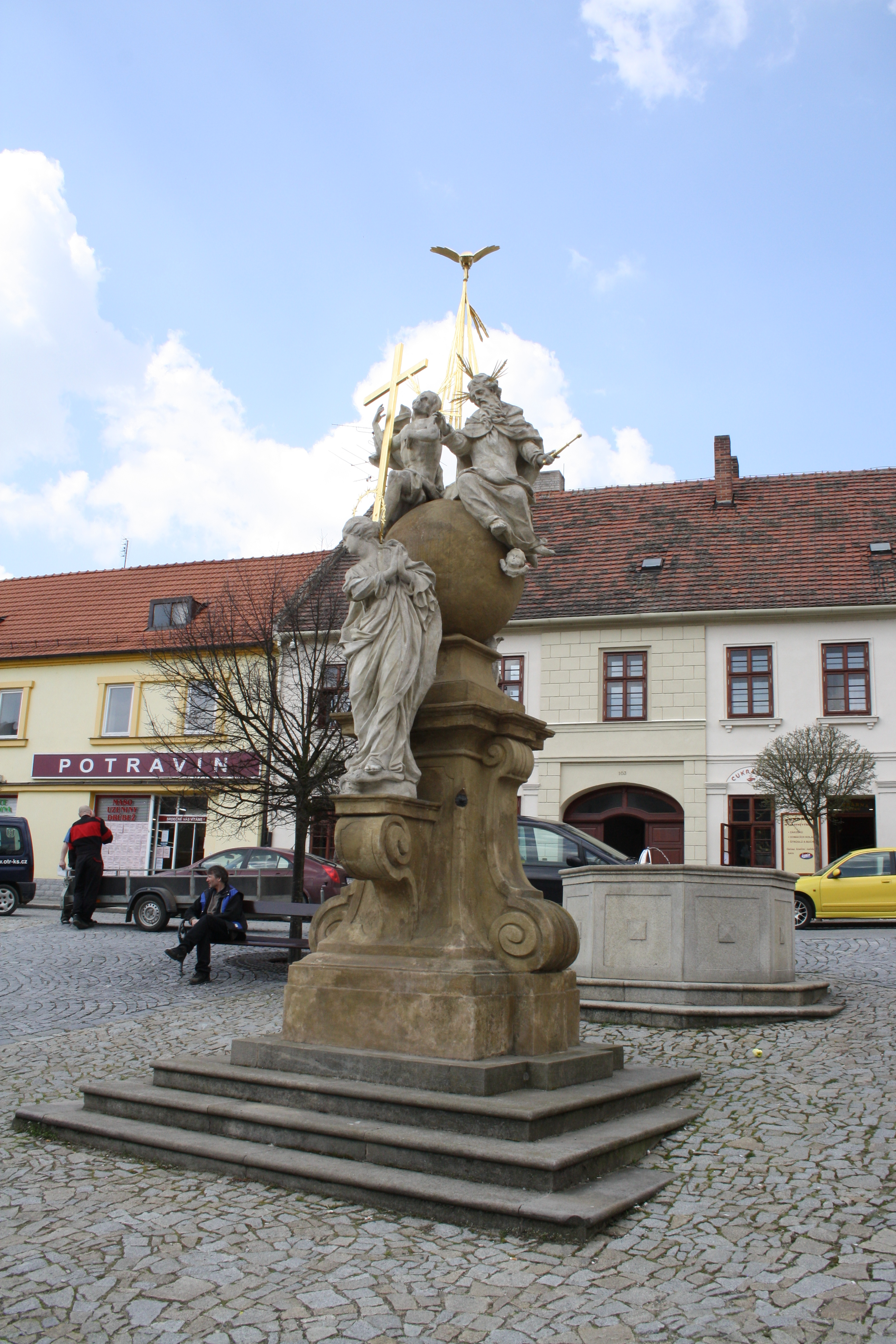
Sousoší Nejsvětější Trojice
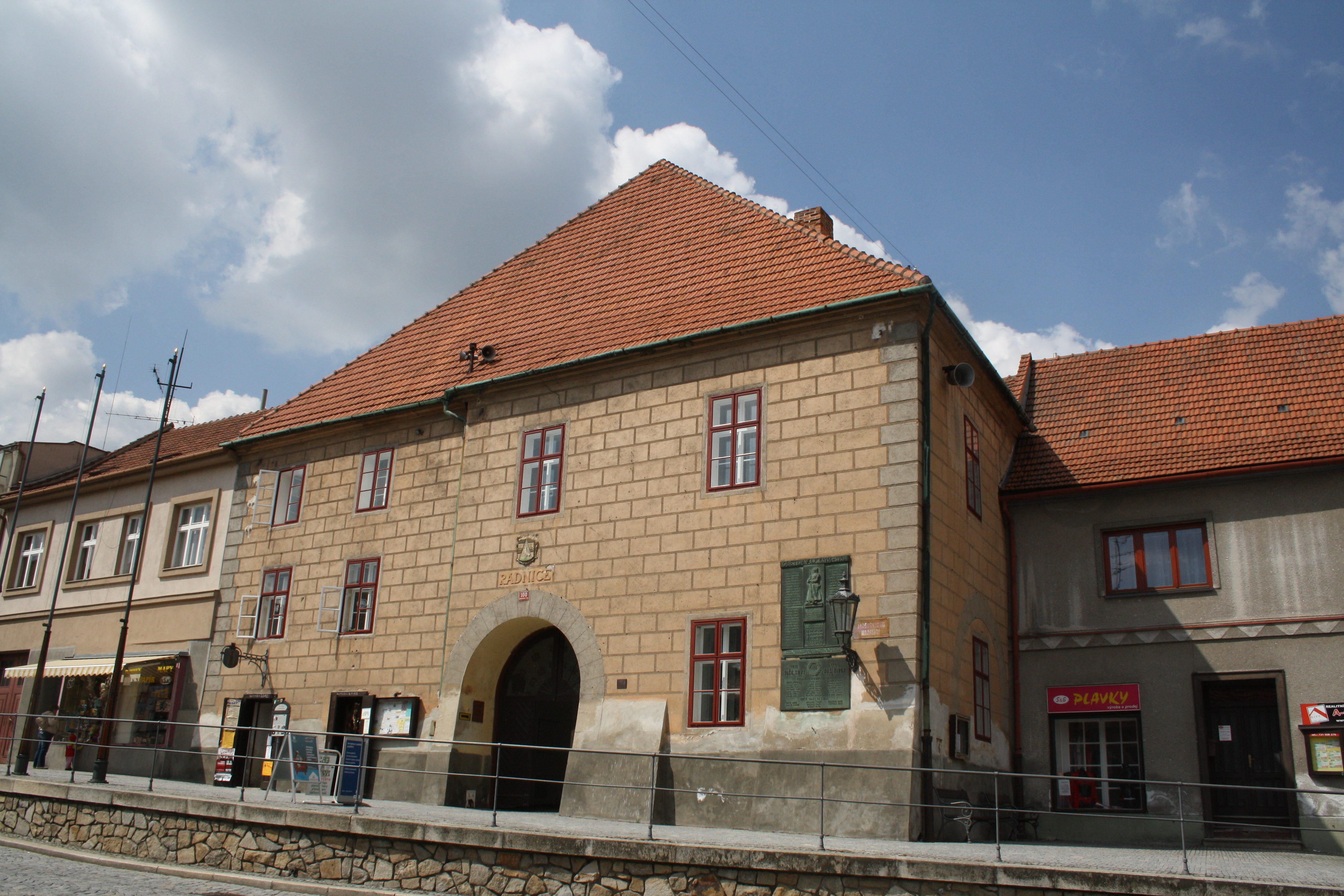
Bývalá radnice
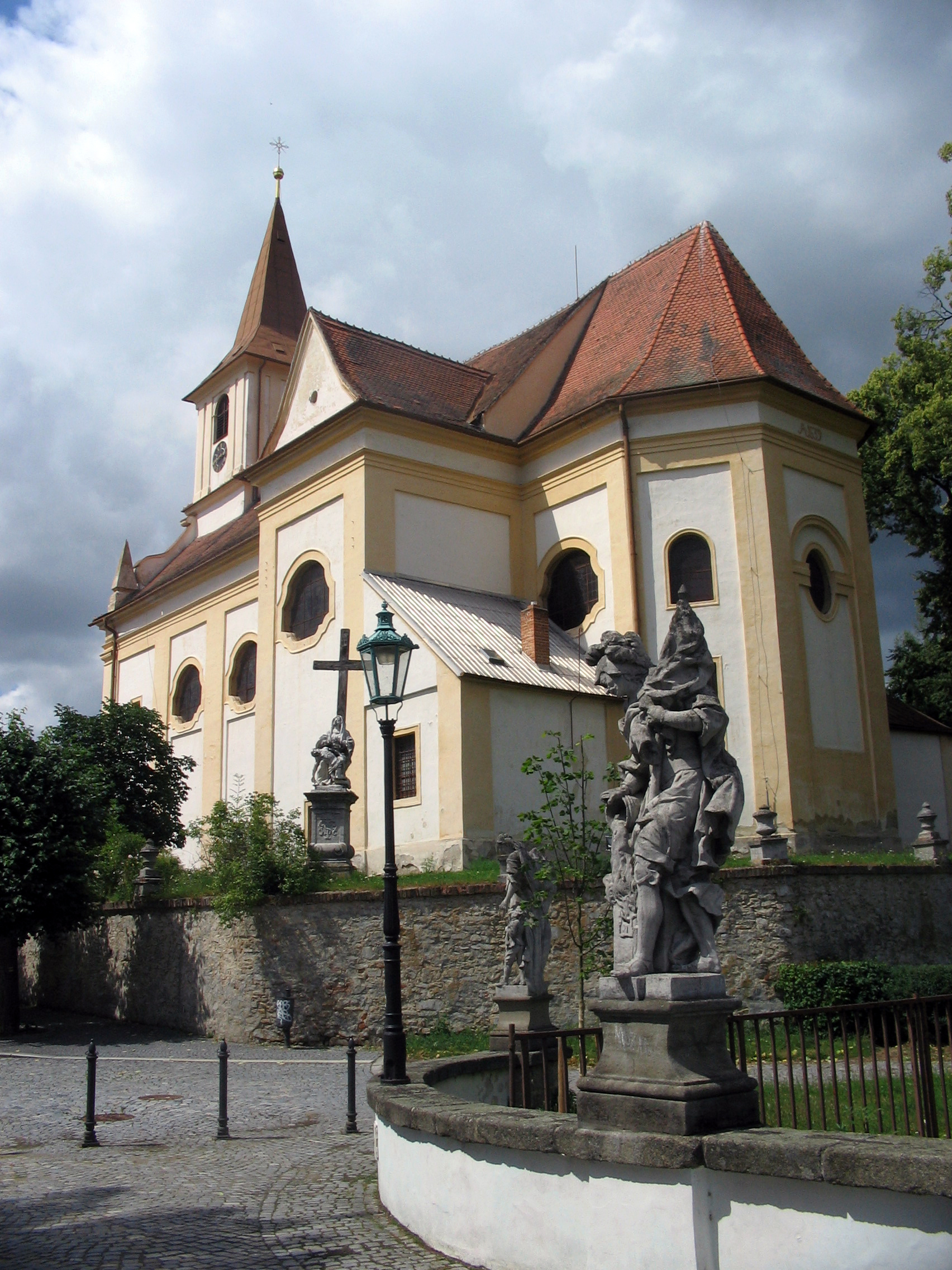
Kostel sv. Jana Křtitele
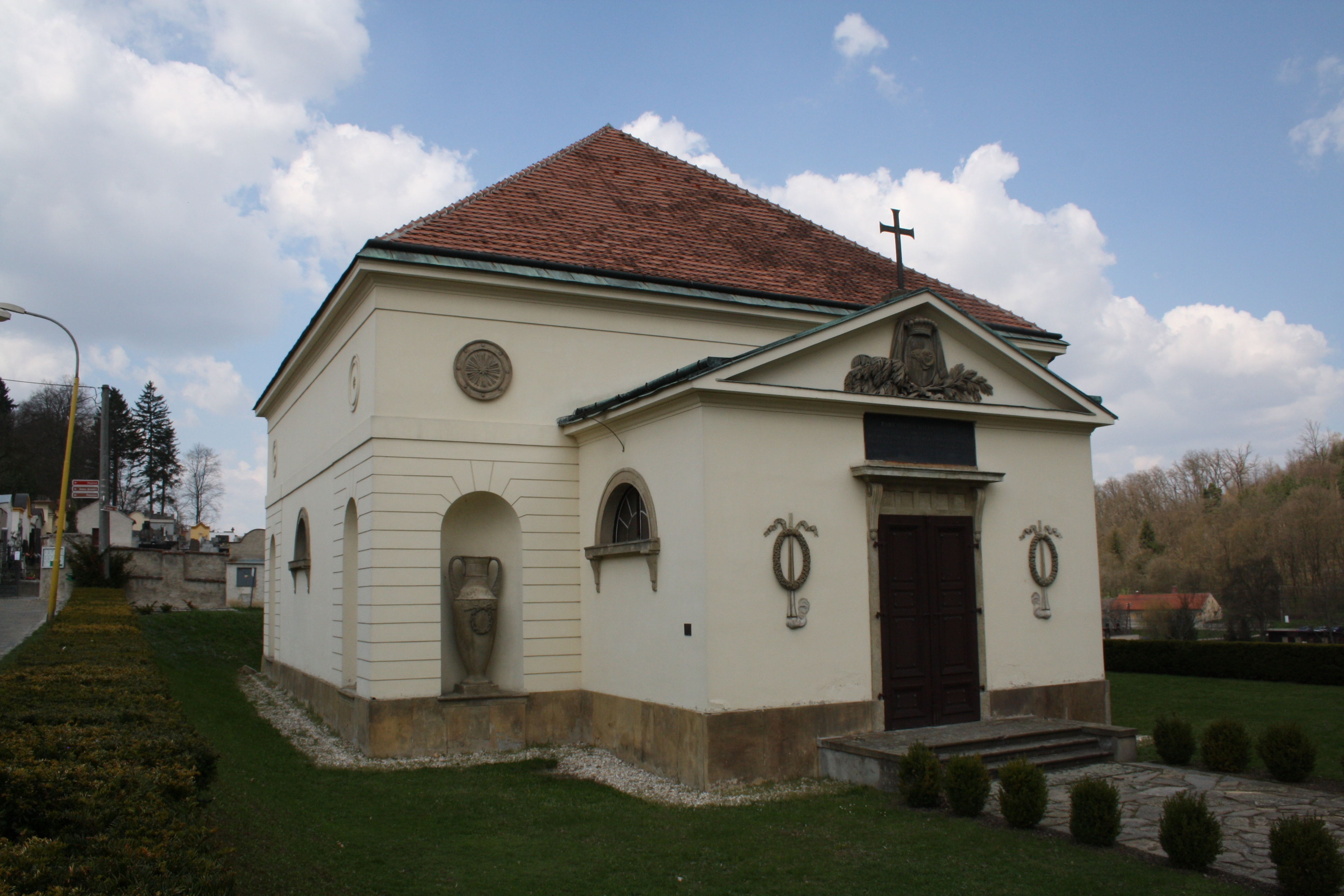
Hrobka Haugwitzů
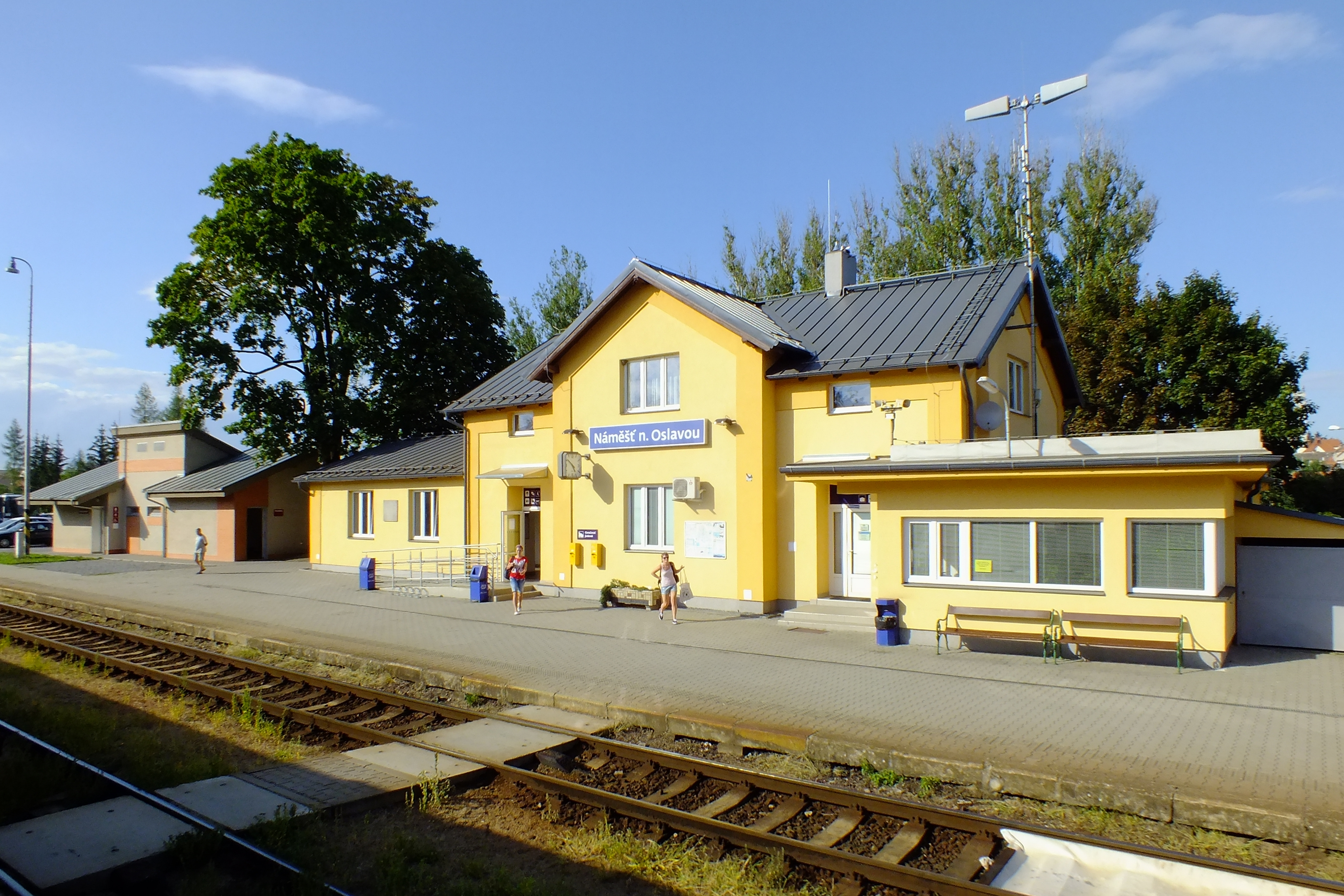
Nádraží
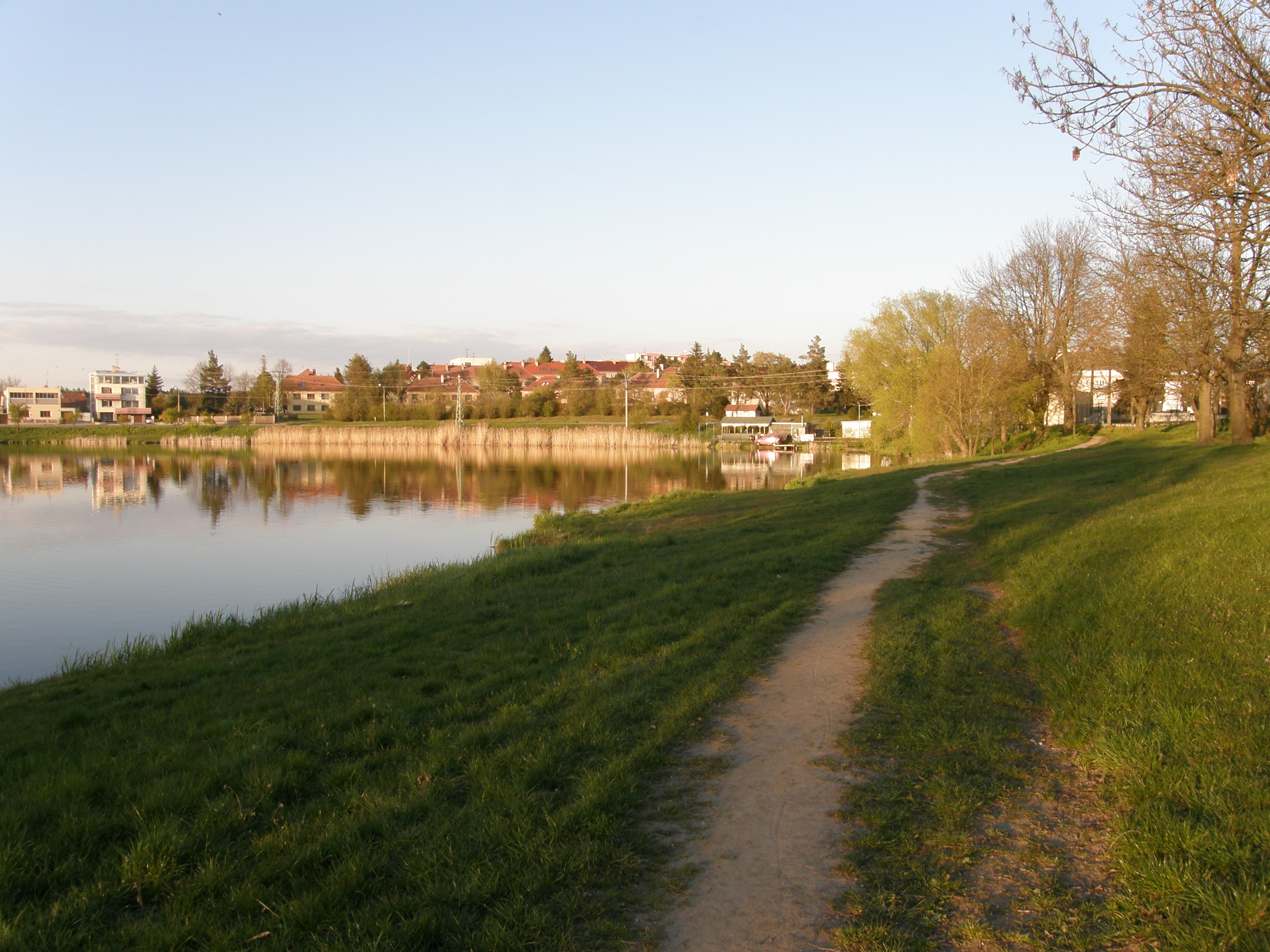
Rybník Rathan
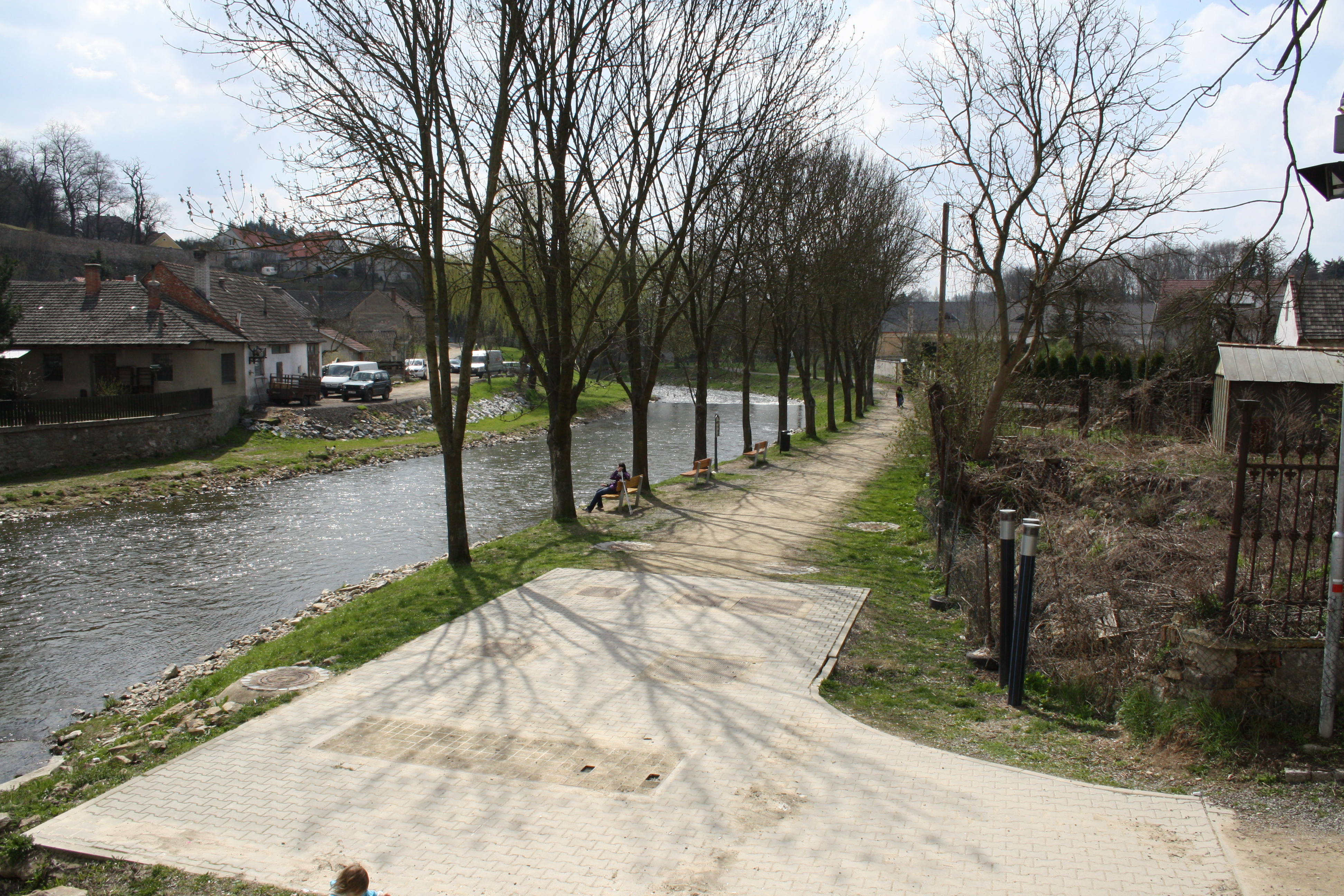
Řeka Oslava v Náměšti

## Osobnosti
- Felix Burian (1877–?), novinář
- Marek Buš (* 1964), kastelán zámku Náměšť nad Oslavou
- Cyril Doležal (1852–1943), pedagog, ovocnář, zemřel v Náměšti nad Oslavou
- Jaromír Doležal (1883–1965), pohřben v Náměšti n. Osl., diplomat, spisovatel, překladatel
- Josefa Doležalová (1888–1977), pedagožka
- František Dreuschuch (1817–1896), lékař, chirurg
- František Dreuschuch (1855–1938), lékař, rentgenolog
- František Dreuschuch (1888–1961), lékař, rentgenolog
- Jaroslav Dreuschuch (1884–1951), soudce
- Miloš Dvořák (1901–1971), pedagog, básník, literární kritik
- Josef Dýma (1882–1933), novinář
- Václav Elam (?–1662), kněz, typograf
- Adolf Erhart (1926–2003), lingvista
- Vladimír Fiala (1922–2010), poslanec Sněmovny lidu, statik, ornitolog, do Náměště jej přivedla jeho manželka, autor knihy o ptactvu na náměšťských rybnících
- Otakar Glos (1907–1985), matematik a pedagog
- Jaroslav Gotthard (1904–1971), hudebník
- Rudolf Gotthard (1897–1969), hudební pedagog
- Fridrich Vilém z Haugvic (1702–1765), hrabě, velkou část života spojil s panstvím v Náměšti nad Oslavou
- Karel Josef Vilém z Haugvic (1797–1874), hudební skladatel
- Heinrich Homma (1845–1921), advokát, poslanec Moravského zemského sněmu, starosta Znojma
- Jiří Hůlka (1920-1944), voják, padl při Slovenském národním povstání
- Bedřich Chmelíček (1825–?), kněz, misionář a spisovatel
- Josef Chmelíček (1823–1891), český kněz, teolog, hudební skladatel, pedagog a spisovatel
- Jan Chmelíček (1825–1891), hudební skladatel, teolog a pedagog
- Karel Janíček (* 1943), strojní inženýr
- Bohuš Kafka (1901–1978), básník, spisovatel a překladatel
- Pavel Kafka (* 1974), římskokatolický kněz, generální vikář diecéze brněnské
- Bedřich Kancnýř (1851–1940), poslanec Moravského zemského sněmu, právník
- Ondřej Knoll (1883–1960), fotograf
- Karol Koch (1890–1981), slovenský lékař, odbojář
- Valerián Koch (1895–1971), novinář
- Emil Kopřiva (1885–1938), malíř, sochař a spisovatel
- Marie Krmelová (* 1931), lékárnice
- Pavel Kubiš (* 1985), hokejista
- Václav Květoň (1922–?), voják a letecký technik
- František Antonín Míča (1696–1744), skladatel
- Emilián Mrázek (1920–1943), český voják
- Jiří Polehla (* 1974), fotograf

- Miloslav Požár (* 1946), fotograf
- Gottfried Rieger (1764–1855), kapelník u hraběte Haugwitze, narozen v Opavici
- Eugen Rippl (1888–1945), český vysokoškolský učitel a slavista (bohemista)
- Roman Rössel (1875–?), soudce a překladatel
- Jiřina Salaquardová (* 1955), basnířka a spisovatelka, žila v domě v zámecké oboře v dětství
- Zora Slovenčíková (1912–?), lékařka
- Josef Strouhal (1863–1940), režisér, herec a divadelní ředitel divadla v Kladně
- Josef Šandera (1912–1945), voják, velitel výsadku Barium
- Josef Šabacký (pedagog) (1848–1918), pedagog
- Aurelie Šestáková (1893–1961), politická vězeňkyně
- Josef Škoda (1844–1920), pedagog
- Pavel Tasovský (* 1960), kovář a restaurátor
- František Jan Uher (1874–1944), podnikatel
- Jan Baptista von Verdenberg (?–1658), šlechtic
- Štěpán Vlašín (1923–2012), literární kritik a historik
- Vladimír Voldán (1921–1982), archivář a historik
- Milan Vrba (* 1934), lékař, genetik
- Josef Winterhalder starší (1702–1769), sochař, který působil v Náměšti, narozen v Rakousku

## Partnerská města
- Medzilaborce, Slovensko